# Флаг сельского поселения Пышлицкое
Флаг муниципального образования сельское поселение Пышлицкое Шатурского муниципального района Московской области Российской Федерации — опознавательно-правовой знак, служащий официальным символом муниципального образования.
Флаг утверждён 28 июля 2011 года и 2 ноября внесён в Государственный геральдический регистр Российской Федерации с присвоением регистрационного номера 7220.

## Описание
«Прямоугольное зелёное двухстороннее полотнище с отношением ширины к длине 2:3, с голубой полосой вдоль нижнего края (в 3/20 ширины полотнища); на зелёном поле — фигуры из герба сельского поселения Пышлицкое, выполненные жёлтым цветом — Архангел Михаил, сопровождённый по сторонам двумя малыми елями».

## Символика
Флаг разработан на основе герба сельского поселения Пышлицкое, в основе которого языком символов и аллегорий гармонично отражены история и духовное наследие, оберегаемое жителями.
Поселение, территорию которого составляют 35 посёлков, сёл и деревень, имеет богатую историю.
Впервые село Пышлицы упоминается в 1627 году как деревня Костино. В знаменитой писцовой Владимирской книге, составленной В. Кропоткиным, записано: «За Львом Никифоровым сыном Матюшкиным — в поместье по Государеве Цареве великого князя Михаила Фёдоровича всея Руси ввозной грамоте, за подписью дьяка Неупокоева Кокошкина, в 7135 (1627) году, что он выменял у новгородца Ивана Лизунова в Тереховском кромине сельцо, что была деревня Костино в суходоле…».
В 1732 году по благословению Святейшего Синода в деревне Костино была построена церковь в честь архангела Михаила. Идущие в этот храм богомольцы, так водилось на Руси, говорили: «иду к Архангелу», «иду в Архангельское». И впоследствии деревня Костино сначала в разговорах, а затем и в документах была переименована. В документах встречаются оба названия: и село Архангел и село Архангельское. В 1790 году по итогам генерального межевания Рязанской губернии в «Экономических примечаниях к плану генерального межевания Рязанской губернии» село Костино впервые официально упоминается как село Архангельское.
Недалеко от села Архангельское, а по сути, на его окраине находилась деревенька Пышлицы. В годы коллективизации возникает колхоз им. Сталина, объединивший крестьян села Архангельского и деревни Пышлицы. В 1939 году согласно Указу Президиума Верховного Совета РСФСР (от 7 июня 1939 года) село Архангел (так в документах) переименовано в село Пышлицы.
На флаге поселения, фигура архангела Михаила, символизирует старинное название села — «Архангел». Являясь вождём воинства Господня, архистратиг Михаил считается покровителем воинов, бьющихся за правое дело. Жители Пышлицкого края в годы Великой Отечественной войны, вместе со всем русским народом, встали на защиту Родины. Многие из них не вернулись с полей сражений. Пышлицкая земля дала Родине трёх Героев Советского Союза и заступников России, лётчиков: А. П. Савушкина (деревня Демино), Н. П. Кочеткова (деревня Филелеево), М. Д. Никишина (деревня Воропино).
День празднования села Пышлицы отмечается ежегодно 19 сентября. Русская Православная Церковь в этот день отмечает праздничный день под названием «Чудо явления иконы Михаила Архангела».
Жёлтый цвет (золото) — символ богатства, стабильности, уважения, интеллекта.
Зелёное полотнище и голубая полоса повторяет основные цвета флага Шатурского муниципального района, что символизирует общность территории и единство сельского поселения и муниципального района.
Зелёный цвет — цвет природы, дополняет символику герба и означает достаток, процветание, стабильность.
Символика природы также подчеркнута изображением жёлтых (золотых) елей.
Голубой цвет (лазурь) — символ чести, преданности, истины, красоты, добродетели и чистого неба.